# Benedicamus Domino
Benedicamus Domino (Laten wij de Heer zegenen) is een compositie van Krzysztof Penderecki voor koor a capella uit 1992. Het is geschreven voor het muziekfestival van Luzern. Het is een toonzetting van Psalm 117 voor vijf stemmen. In het werk zit een citaat van een onbekende componist (ongeveer 15e eeuw) verwerkt, wiens melodie was opgenomen in een codex die zich in het Engelberg-klooster bevindt.

## Bron en discografie
- Uitgave Sony BMG; Warschaus Nationaal Filharmonisch Orkestkoor o.l.v. componist